# Гексахлороплюмбат калия
Гексахлороплюмбат калия — неорганическое соединение,
комплексный хлорид свинца и калия
с формулой K2[PbCl6],
лимонно-жёлтые кристаллы,
разлагается в воде.

## Получение
- Пропусканием хлора через суспензию хлорида свинца до образования гексахлороплюмбата водорода

{\displaystyle {\mathsf {PbCl_{2}+Cl_{2}\ {\xrightarrow {}}\ H_{2}[PbCl_{6}]}}}
а затем к охлаждённой реакционной среде добавляют раствор хлорида калия и насыщают газообразным хлороводородом:
{\displaystyle {\mathsf {H_{2}[PbCl_{6}]+2KCl\ {\xrightarrow {HCl}}\ K_{2}[PbCl_{6}]}}}

## Физические свойства
Гексахлороплюмбат калия образует лимонно-жёлтые кристаллы
моноклинной сингонии, пространственная группа P 21/n, параметры ячейки a = 0,713 нм, b = 0,713 нм, c = 1,016 нм, β = 89,83°, Z = 2,
структура типа гексабромотеллурата калия K2[TeBr6]
.
При температуре 60°С в соединении происходит переход в фазу
кубической сингонии.
Разлагается в воде.
Растворяется в 20% соляной кислоте.

## Химические свойства
- Разлагается в воде:

{\displaystyle {\mathsf {K_{2}[PbCl_{6}]+2H_{2}O\ {\xrightarrow {}}\ PbO_{2}\downarrow +2KCl+4HCl}}}
- Разлагается при нагревании:

{\displaystyle {\mathsf {K_{2}[PbCl_{6}]\ {\xrightarrow {190^{o}C}}\ PbCl_{2}+2KCl+Cl_{2}\uparrow }}}